# Kennung
Als Kennung eines Leuchtfeuers bezeichnet man die Eigenschaften, die in der Nacht dessen Identifizierung ermöglichen.
Die Kennung eines Funkfeuers für Navigationszwecke wird durch Modulation des Trägers übermittelt, in der Regel durch Morsecode.

## Kennung von Leuchtfeuern

### Eigenschaften
Zu den identifizierenden Eigenschaften gehören die Farbe des Feuers/Lichts, ihre Taktung, die charakteristische Abfolge von Hell- und Dunkel-Intervallen und deren Wiederkehr, die Dauer zwischen dem Anfang eines Taktungsmusters und dem Anfang des darauf folgenden identischen. Im weiteren Sinne gehören auch Feuerhöhe und Nenntragweite dazu.
Die wesentlichen Taktungen sind (mit den in Seekarten und Leuchtfeuerverzeichnissen verwendeten Kürzeln):
| Englisch          | Englisch | Deutsch             | Deutsch  | Beschreibung                                          |
| Langform          | Kürzel   | Langform            | Kürzel   | Beschreibung                                          |
| ----------------- | -------- | ------------------- | -------- | ----------------------------------------------------- |
| Fixed             | F.       | Fest                | F.       | Dauerfeuer                                            |
| Occulting         | Oc.      | Unterbrochen        | Ubr.     | Lichtintervalle länger als Dunkelphasen               |
| Isophase          | Iso.     | Gleichtakt          | Glt.     | Lichtintervalle ebenso lang wie Dunkelphasen          |
| Flashing          | Fl.      | Blitz               | Blz.     | Licht kürzer als Dunkel, Blitz < 2s                   |
| Long-flashing     | L.Fl.    | Blink               | Blk.     | Licht kürzer als Dunkel, Blink > 2s                   |
| Quick             | Q.       | Funkel              | Fkl.     | 50–60 Blitze pro Minute                               |
| Interrupted quick | I.Q.     | Funkel unterbrochen | Fkl.unt. | 50–60 Blitze pro Minute unterbrochen von Dunkelphasen |
| Very quick        | V.Q.     | Schnelles Funkel    | sFkl.    | 100–120 Blitze pro Minute                             |
| Morse code        | Mo.(x)   | Morsecode           | Mo(x).   | Buchstabe (x) als Morsecode; z. B. Mo(C) zeigt - • -• |

Zusätzlich werden Farbe und Wiederkehr angegeben.

Kennung Heiligenhafen, grüner Sektor

### Beispiele
Für das Feuer Heiligenhafen findet man in Seekarten „Oc.(2)WRG.9s“. Dies ist ein zweimal unterbrochenes Sektorenfeuer mit den Farben White/Red/Green mit einer Wiederkehr von 9 Sekunden und einer Taktung (Dunkel)Hell:(1s) + 2s + (1s) + 5s = 9s

„Fl.(4)WR.15s“, im roten Sektor

Die Kennung „Fl.(4)WR.15s“ beim Leuchtturm Marienleuchte steht für ein Sektorenfeuer in den Farben White/Red mit 4 Blitzen mit einer Wiederkehr von 15 Sekunden.

## Kennung von Funkfeuern
Auch Funkfeuer besitzen eine Kennung. Sie besteht üblicherweise aus maximal vier Buchstaben, die das Funkfeuer im Morsecode überträgt. Bei Sendern der Typen VOR und ILS wird in einigen Fällen (vor allem in USA) der Stationsname zusätzlich auch in Sprachform gesendet.
Bei ungerichteten Funkfeuern in Form von NDBs wird hierzu im Regelfall der Träger des Funkfeuers mit einem Tonfrequenzsignal von 400 Hertz oder 1020 Hertz entweder nach dem Verfahren der Amplitudenmodulation oder der Einseitenbandmodulation moduliert. In allen Fällen muss stets ein Träger mitgesendet werden, da sich die Peilung ansonsten als schwierig gestaltet.
Es gibt auch Funkfeuer, die die Kennung durch Tastung des Trägers senden.
Zwischen den einzelnen Wiederholungen der Kennung wird nur der Träger oder der Träger mit einem Dauerton ausgestrahlt.
Seefunkfeuer, die in Ketten arbeiten, strahlen in einem üblicherweise sechsminütigen Zyklus jeweils die Kennung der an der Kette beteiligten Funkfeuer aus, wobei der Zyklus üblicherweise zum Beginn der vollen Stunde beginnt. Die Art der Ausstrahlung erfolgt wie bei NDB-Funkfeuern.
LORAN-, Decca-, Omega- und RSDN-20-Sender strahlen keine Kennung aus. Dies gilt auch für die Satelliten des GPS-Systems.